# Mironić
Mironić (izvirno srbsko Миронић) je naselje v Srbiji, ki upravno spada pod mesto Kragujevac; slednje pa je del Šumadijskega upravnega okraja.

## Demografija
V naselju živi 83 polnoletnih prebivalcev, pri čemer je njihova povprečna starost 45,9 let (48,0 pri moških in 44,3 pri ženskah). Naselje ima 32 gospodinjstev, pri čemer je povprečno število članov na gospodinjstvo 3,09.
|  |

| Demografija | Demografija     | Demografija     |
| Leto        | Št. prebivalcev | Št. prebivalcev |
| ----------- | --------------- | --------------- |
|             |                 |                 |
|             |                 |                 |
|             |                 |                 |
|             |                 |                 |
| 1948        | 279             |                 |
| 1953        | 274             |                 |
| 1961        | 274             |                 |
| 1971        | 172             |                 |
| 1981        | 136             |                 |
| 1991        | 109             | 105             |
| 2002        | 101             | 99              |
|             |                 |                 |

| Etnična sestava po popisu iz leta 2002 | Etnična sestava po popisu iz leta 2002 | Etnična sestava po popisu iz leta 2002 | Etnična sestava po popisu iz leta 2002 | Etnična sestava po popisu iz leta 2002 |
| -------------------------------------- | -------------------------------------- | -------------------------------------- | -------------------------------------- | -------------------------------------- |
| Srbi                                   | Srbi                                   |                                        | 98                                     | 98,98%                                 |
| Neznano                                | Neznano                                |                                        | 1                                      | 1,01%                                  |